# Italochrysa ampla
Italochrysa ampla är en insektsart som beskrevs av Hölzel och Ohm 2003. Italochrysa ampla ingår i släktet Italochrysa och familjen guldögonsländor. Inga underarter finns listade i Catalogue of Life.